# Sepulcre dels Reis Catòlics
El sepulcre dels Reis Catòlics és un monument funerari concebut per a l'enterrament dels reis Isabel I de Castella i Ferran II d'Aragó que fou acabat el 1517. Es troba a la Capella Reial de Granada, adossada a la catedral, i és realitzat amb marbre de Carrara. El seu autor va ser l'escultor italià Domenico Fancelli, que treballava a Espanya des de 1509, sempre contractat pel comte de Tendilla, Íñigo López de Mendoza i Quiñones.

## Història
La Capella Reial de la catedral de Granada va ser fundada pels Reis Catòlics el 1504 com a panteó de reis. El desig dels monarques fou ser-hi enterrats. Aquest mateix any va morir la reina i el 1516 el Rei; tots dos van ser enterrats al convent de Sant Francesc de Granada a l'espera que s'acabessin les obres de la capella. Mentrestant, el 1514 el III comte de Tendilla va encarregar a Domenico Fancelli que s'ocupés de fabricar un sepulcre doble amb el relleu dels dos reis jacents. Fancelli va treballar-lo a Gènova i quan el va tenir llest el va portar a Espanya i va rematar-ne els detalls a Granada l'any 1517. El 1521 es van acabar les obres de la capella, on finalment es va poder col·locar el monument funerari i enterrar els cossos dels monarques a la cripta inferior.

## Descripció

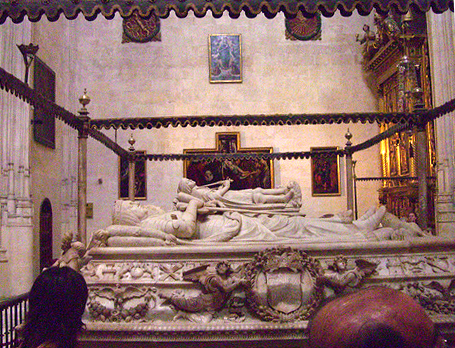
Sepulcre dels Reis Catòlics, en primer terme. Al fons pot veure's el de Felip el Bell i Joana la Boja.

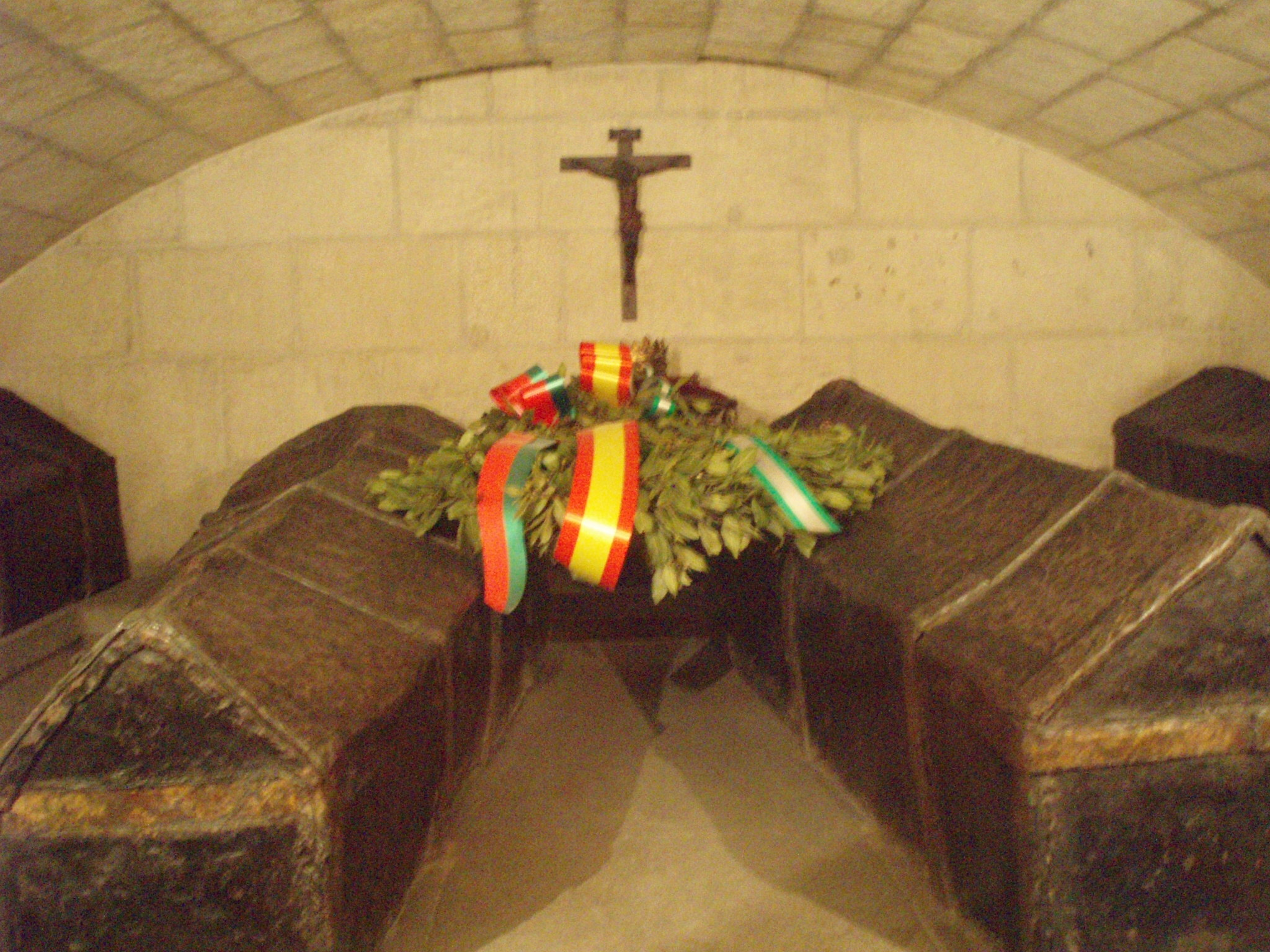
Fèretres dels Reis Catòlics a la Capella Reial (a la cripta).

El sepulcre està col·locat al creuer de la capella i davant l'altar. El disseny és com una ampliació del que Fancelli féu servir per al sepulcre de l'infant Joan, fill dels Reis Catòlics. Es tracta d'un cos amb les parets en talús i el pla horitzontal prou ampli com per a acollir els dos jacents. Va repetir el recurs d'esculpir unes aixetes a les cantonades, endolcint així aquests quatre angles. Al seu costat hi va incloure aquesta vegada uns nens en aparent moviment. A les cantonades superiors de la plataforma hi ha inclosos els quatre Pares de l'Església llatina, tot ells sants: Ambròs, Agustí, Jeroni i Gregori Magne.
Les parets estan revestides de medallons i fornícules amb veneres, tot acompanyat d'una rica decoració d'escuts reals, corones fruiteres, castells, àngels, jous, etc. En els medallons centrals es veuen les escenes del Baptisme i la Resurrecció i a banda i banda les figures de vuit apòstols (quatre a cada costat) que estan asseguts i col·locats en fornícules amb venes.
Les figures jacents estan tractades amb molta cura. El rei va vestit amb armadura, subjectant una espasa amb la seva mà dreta, i du una corona sobre una cabellera curta, semblant a la que Fancelli va crear en la figura del seu fill, el príncep Joan, en el seu sepulcre d'Àvila, seguint la moda d'aquells anys. Al seu pit hi reposa un medalló que penja d'una cadena al coll amb la imatge de Sant Jordi, patró de la Corona d'Aragó.
La reina, també coronada, té les mans creuades i recolzades al ventre. Llueix un collaret amb medalló que representa a Sant Jaume, protector del Regne de Castella. Aquests dos sants patrons, sant Jordi i sant Jaume, es repeteixen als medallons dels costats menors del sepulcre. A Sant Jaume se'l representa en plena lluita contra els moros i a Sant Jordi matant al drac. Són, a més, un símbol dels èxits militars, com també són símbols de reialesa i poder els lleons esculpits als peus. Als peus hi ha a més una cartel·la amb caràcters llatins, sostinguda per angelots o putti, en la qual pot llegir-se un elogi als monarques basat en les seves accions bèl·liques.